# Xerobdella
Xerobdella (Європейська наземна п'явка) — рід п'явок родини Xerobdellidae ряду Безхоботні п'явки (Arhynchobdellida). Має 3 види. До 2001 року відносили до родини Haemadipsidae.

## Опис
Загальна довжина представників цього роду коливається від 4 до 7 см. Передній кінець голови широкий, біля рота роздвоєний. Мають 4 пари очей, що розташовано паралельно, зазвичай більшість очей розміщено у передній частині голови. Наділені 3 щелепами, біля рота або з боків передньої частини голови присутні сенсорні малесенькі щупальці, якими шукають здобич. Тулуб майже циліндричної форми, що звужується на кінцях, складається з 5-кільцевих сомітів. Гонопори (статеві органи) у різних видів розташовано між 3 та 3,5 кільцями, або біля 4,5 кільця.
Забарвлення оливкове, оливко-коричневе, коричневе або темно-сіре.

## Спосіб життя
Ведуть суходольний спосіб життя, воліють до гірських та передгірних вологих букових і широколистяних змішаних лісів. Доволі потайні, ховаються під камінням та в підстилковому шарі. Часто супроводжують плазунів, особливо саламандр, тому деякий час існувала теорія, що вони живляться їх кров'. Дослідження 2005 року довели хибність цієї теорії. Живляться дрібними безхребетними, насамперед дощовими хробаками й личинками комах, яких заковтують цілком. У разі якщо здобич перевищує п'явку за розміром представники цього роду відкусують шматки, поки не з'їдять усю здобич.

## Розповсюджено
Є ендеміками Європи. Мешкають в Східних Альпах на території Штирії (Австрія), північній Словенії та Італії (гори Лессіні, провінція Верона, й Карнія, провінція Удіне). Зустрічаються в деяких альпійських районах Німеччини.
Загрозу становить ерозія та висихання ґрунтів, зменшення площ лісів.

## Види
- Xerobdella anulata
- Xerobdella lecomtei
- Xerobdella praealpina